# Poursuite par équipes masculine aux Jeux olympiques d'été de 1988
Navigation
Los Angeles 1984 Barcelone 1992
La poursuite par équipes masculine aux Jeux de 1988 consistait en une série de duels entre des équipes de quatre cyclistes, chaque équipe partant de côtés opposés de la piste. Il y avait 16 tours à parcourir (4 kilomètres) pour rejoindre l'équipe adverse. Si aucune équipe n'était rattrapée pendant ces 16 tours, le temps du troisième coureur de chaque équipe était comptabilisé pour déterminer l'équipe gagnante.

## Résultats

### Qualifications (23 septembre)
Pendant les qualifications, chaque équipe court seule, sans adversaire sur 4 kilomètres. Les huit équipes avec les meilleurs temps se qualifient pour les quarts de finale. Les douze dernières équipes sont classées selon les temps obtenus.
| Rang | Équipe                                                                                             | Temps         |
| ---- | -------------------------------------------------------------------------------------------------- | ------------- |
| 1    | Union soviétique Viatcheslav Ekimov Artūras Kasputis Dmitri Nelyubin Gintautas Umaras              | 4 min 16 s 10 |
| 2    | Australie Brett Dutton Wayne McCarney Stephen Mcglede Dean Woods                                   | 4 min 16 s 32 |
| 3    | France Hervé Dagorne Pascal Lino Didier Pasgrimaud Pascal Potié                                    | 4 min 17 s 19 |
| 4    | Allemagne de l'Est Steffen Blochwitz Dirk Meier Uwe Preissler Carsten Wolf                         | 4 min 17 s 61 |
| 5    | Tchécoslovaquie Svatopluk Buchta Pavel Soukup Pavel Tesar Aleš Trčka                               | 4 min 20 s 55 |
| 6    | Pologne Ryszard Dawidowicz Joachim Halupczok Andrzej Sikorski Marian Turowski                      | 4 min 21 s 30 |
| 7    | Danemark Jimmi Madsen Dan Frost Ken Frost Lars Olsen                                               | 4 min 22 s 37 |
| 8    | Italie Fabio Baldato Gianpaolo Grisandi David Solari Fabrizio Trezzi                               | 4 min 22 s 64 |
| 9    | États-Unis Dave Lettieri Michael McCarthy Leonard Nitz Carl Sundquist                              | 4 min 22 s 96 |
| 10   | Allemagne de l'Ouest Thomas Dürst Matthias Lange Uwe Nepp Michael Rich                             | 4 min 23 s 10 |
| 11   | Espagne Bernardo Gonzalez Xabier Isasa José Antonio Martiarena Agustin Sebastia                    | 4 min 24 s 90 |
| 12   | Pays-Bas Marcel Beumer Erik Cent Leo Peelen Mario Van Baarle                                       | 4 min 25 s 67 |
| 13   | Grande-Bretagne Christopher Boardman Robert Coull Simon Lillistone Glen Sword                      | 4 min 25 s 87 |
| 14   | Nouvelle-Zélande Craig Connell Nigel Donnelly Andrew Whitford Stuart Williams                      | 4 min 26 s 13 |
| 15   | Japon Koichi Azuma Fumiharu Miyamoto Kazuaki Sasaki Kazuo Takikawa                                 | 4 min 28 s 50 |
| 16   | Autriche Roland Königshofer Hans Lienhart Kurt Schmied Franz Stocher                               | 4 min 28 s 50 |
| 17   | Argentine Gabriel Ovidio Curuchet Jorge-Alberto Gaday Sergio-Alberto Llamazares Ruben David Priede | 4 min 29 s 90 |
| 18   | Corée du Sud An Woo-Hyok Chung Jum-Sik Kim Yong-Kyu Park Min-su (en)                               | 4 min 34 s 55 |
| 19   | Brésil Clovis Anderson Paulo Jamur Fernando Louro Antonio Silvestre                                | 4 min 38 s 21 |

### 1/4 de finale (23 septembre)
Dans les quarts de finale, les équipes s'affrontent dans des manches basées sur les temps obtenus durant les qualifications. L'équipe la plus rapide se mesure à la huitième et ainsi de suite. Les vainqueurs se qualifient pour les demi-finales alors que les perdants reçoivent un rang basé sur le temps obtenu pendant ce tour.
| Série | Rang | Équipe             | Temps         |
| ----- | ---- | ------------------ | ------------- |
| 1     | 1    | Allemagne de l'Est | 4 min 14 s 45 |
| 1     | 2    | Tchécoslovaquie    | 4 min 19 s 05 |
| 2     | 1    | France             | 4 min 17 s 70 |
| 2     | 2    | Pologne            | 4 min 22 s 50 |
| 3     | 1    | Australie          | 4 min 17 s 14 |
| 3     | 2    | Danemark           | 4 min 25 s 30 |
| 4     | 1    | Union soviétique   | 4 min 14 s 22 |
| 4     | 2    | Italie             | 4 min 20 s 90 |

### 1/2 de finale (24 septembre)
Dans les demi-finales, les équipes s'affrontent sur une manche. Les vainqueurs se qualifient pour la finale et les perdants reçoivent un rang basé sur le temps obtenu pendant ce tour.
| Série | Rang | Équipe             | Temps         |
| ----- | ---- | ------------------ | ------------- |
| 1     | 1    | Allemagne de l'Est | 4 min 20 s 65 |
| 1     | 2    | Australie          | 4 min 27 s 57 |
| 2     | 1    | Union soviétique   | 4 min 20 s 17 |
| 2     | 2    | France             | 4 min 29 s 49 |

### Finales (24 septembre)
| Rang | Équipe             | Temps         |
| ---- | ------------------ | ------------- |
| 1    | Union soviétique   | 4 min 13 s 13 |
| 2    | Allemagne de l'Est | 4 min 14 s 09 |

| Rang | Équipe    | Temps         |
| ---- | --------- | ------------- |
| 3    | Australie | 4 min 16 s 02 |
| 4    | France    | 4 min 22 s 23 |

## Sources
- Résultats sur sports-reference.com